# Silo de Peñaranda de Bracamonte
El silo de Peñaranda de Bracamonte es un silo de grano situado en el municipio español de Peñaranda de Bracamonte, en la provincia de Salamanca (Castilla y León). Se encuentra ubicado a poca distancia de la estación de ferrocarril y del otro silo de grano que existe en el municipio.

## Historia
Su construcción fue promovida por el Servicio Nacional del Trigo (SNT) dentro de la política del régimen franquista que buscaba crear una red de silos para el almacenamiento de cereales. Entró en servicio en 1956 y contaba con una capacidad de almacenamiento de 2.500 toneladas. Con posterioridad el silo peñarandino pasó a manos del Servicio Nacional de Cereales en 1969 y, dos años después, del Servicio Nacional de Productos Agrarios (SENPA). En la actualidad las instalaciones continúan prestando servicio agrícola, tras ser adquiridas en 2021 por el grupo AN.